# Finnboda Varv

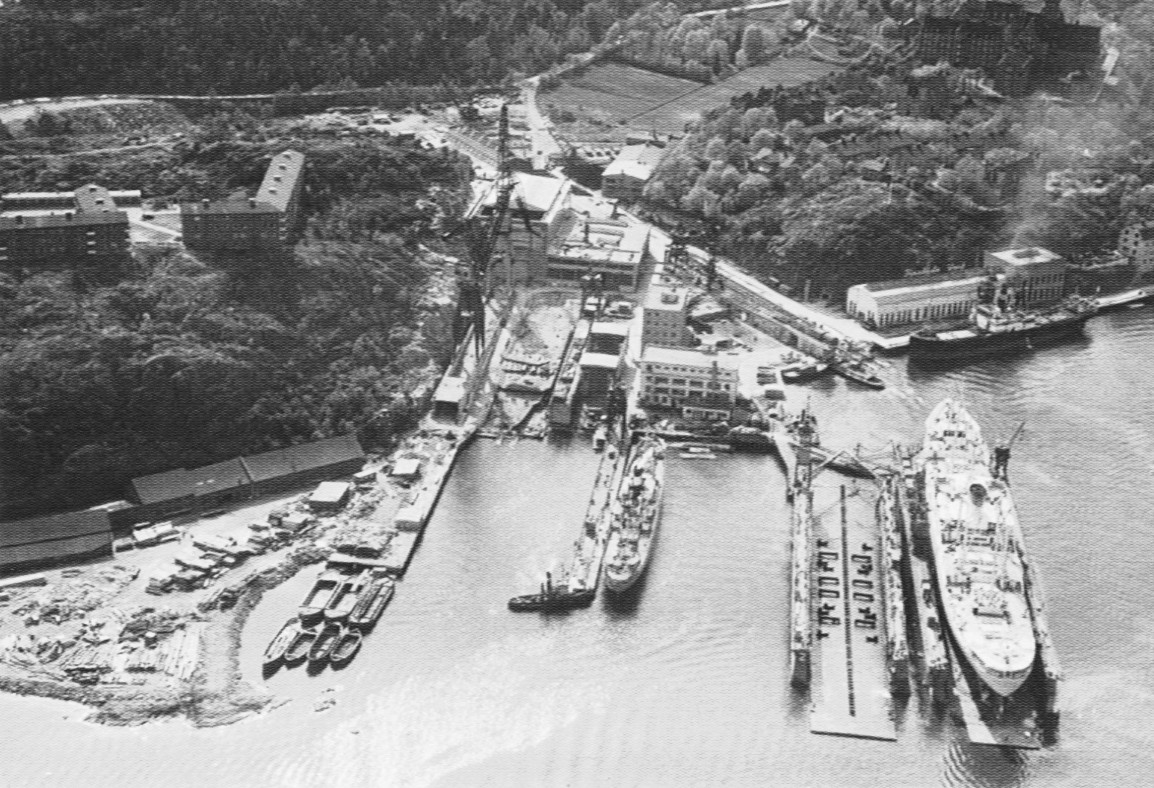
Finnboda varv i början av 1950-talet.

Finnboda Varv (äldre namn Finnboda slip) var en varvsindustri vid Stockholms inlopp på nordvästra Sicklaön i nuvarande Nacka kommun. Det första bygget var tankfartyget Talmud (1882) och det sista kom att bli Nordic Link (1981). Totalt hade varvet 75 nybyggen. Efter varvets nedläggning 1991 har det gamla industriområdet förvandlats till ett attraktivt bostadsområde delvis integrerat med verksamheter och kontor.

## Finnboda slip

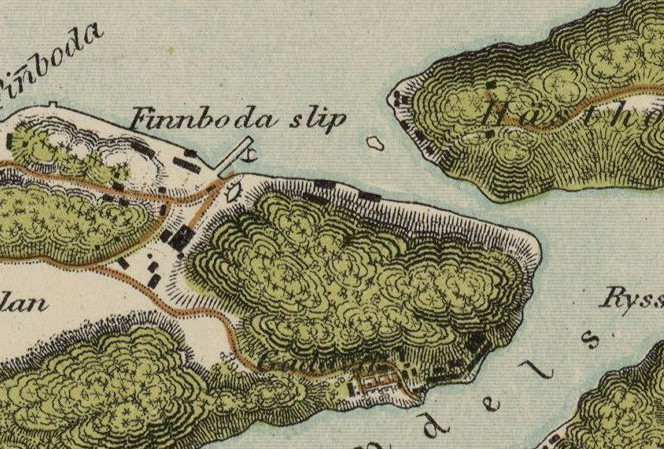
"Finnboda slip", karta från 1890-talet.

På platsen för varvet fanns tidigare ett beckbruk som startats 1641 av holländaren Johan van Swindern. Bruket låg i dalgången mellan Finnberget och Finnbodaberget med naturlig hamn till Saltsjön och beskrevs av samtiden som ”et stådtliget werk” med ”Trenne beckpannor”. Verksamheten på beckbruket upphörde när Bergsunds Mekaniska Verkstad 1874 köpte besittningsrätten i Finnboda Beckbruksaktiebolag för att anlägga ett varv, till en början kallat Finnboda slip. 
Anledning var att fartygen som byggdes och reparerades i verkstaden vid Hornstull blivit så stora att de inte längre kunde slussas igenom vid Nils Ericsons sluss ut till Saltsjön. Under följande år fram till sekelskiftet 1900 kom varvet att utvecklas till ett av landets största, endast överträffat av Götaverken i Göteborg. År 1881 fick varvet sin första föreståndare; överingenjören Kurt von Schmalensée. Han härstammade från Bohuslän och hade fått sin utbildning till ingenjör vid Chalmers i Göteborg. Arbetet som chef för Finnboda skötte han framgångsrikt till 1916.

## Finnboda varv

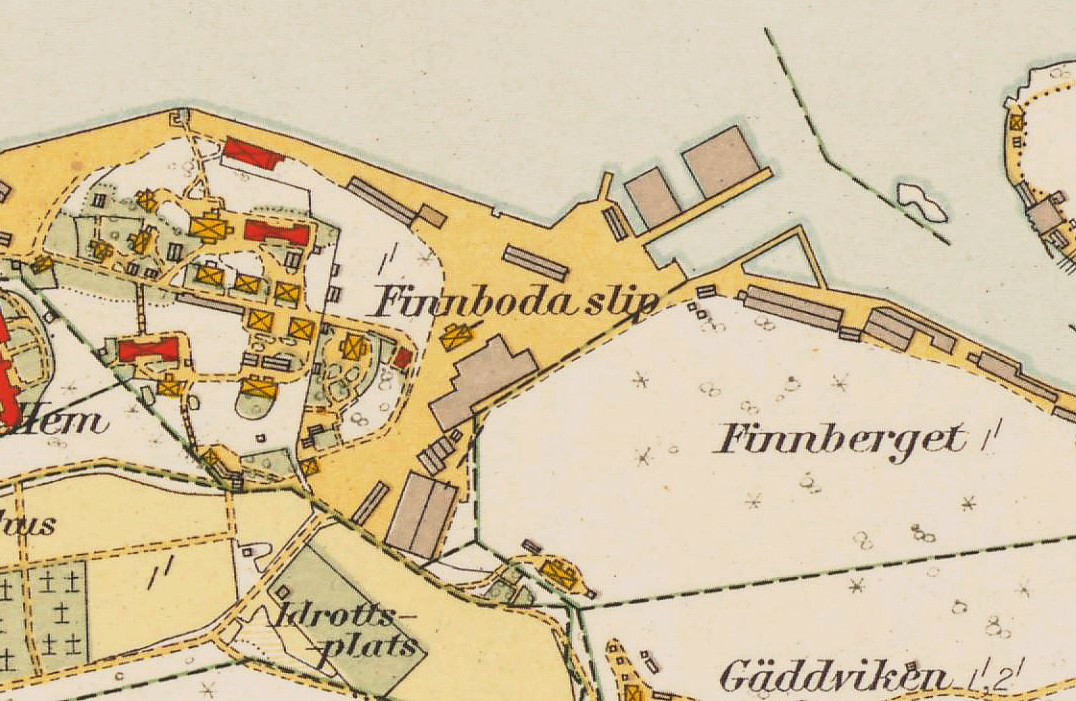
"Finnboda slip", karta från 1920-talet.

År 1916 köpte Stockholms Rederi AB Svea Finnboda och ombildade varvet till ett självständigt bolag; AB Finnboda Varf.
Redan 1930 övervägde ledningen att på grund av den dåliga lönsamheten ändra inriktning på verksamheten men beslutade att fortsätta enligt tidigare. 1930-talet kom att bli lönsamma år för Finnboda bland annat på grund av att gassvetsning började användas år 1935 i samband med skeppsbygge. Varvets första svetshall uppfördes 1940.  
Varvets arbetare bodde bland annat på Finnbodaberget (Danvikshemsberget), Skatberget och Finnberget. 
I slutet av 1950-talet breddades stapelbädden, och en ny rör- och plåtverkstad byggdes genom att delar av bergbranten mot Finnberget plansprängdes så att fartyg på upp till 13 000 ton kunde byggas. Endast ett fartyg av denna storlek beställdes. Även annan verksamhet förekom, såsom produktion av dammluckor och brospannen till nya Lidingöbron. 
Efter ekonomiska problem under slutet av 1960-talet köptes varvet av Salénrederierna AB, som utökade verksamheten genom att ta över torrdockorna på Beckholmen. Ekensbergs Varv vid Gröndal, som ägdes av Saléns, lades ner i samband med övertagandet av Finnboda. Viss modernisering av varvet gjordes omkring 1970, bland annat byggdes en ny svetshall och varvet byggdes om för att kunna bygga 35 000-tonnare. I samband med oljekrisen 1973 kom Finnboda åter i ekonomisk kris, och varvet övergick till att framförallt syssla med fartygsreparationer. Under en period tillverkades även skrov till oljeplattformar vid varvet.  
År 1977 övertogs varvet av det statliga bolaget Svenska Varv för att bli dotterbolag till Götaverken under namnet Götaverken Finnboda AB. Tre stycken 35 000-tonnare byggdes vilket resulterade i en total förlust på 200 miljoner kronor. Den 11 juni 1981 sjösattes Finnbodas sista egentillverkade fartyg, 6 500-tonnaren Nordic Link. Varvet byggdes sedan om för att bli landets näst största reparationsvarv. 1990 sjönk emellertid efterfrågan på fartygsreparationer kraftigt. Följden blev att företaget försattes i konkurs 1991, varvid den stora flytdockan såldes till Mexiko. Arbetsstyrkan varierade kraftigt mellan åren. I början av 1970-talet arbetade cirka 700 personer vid varvet.

### Varvsområdet på 1960-talet

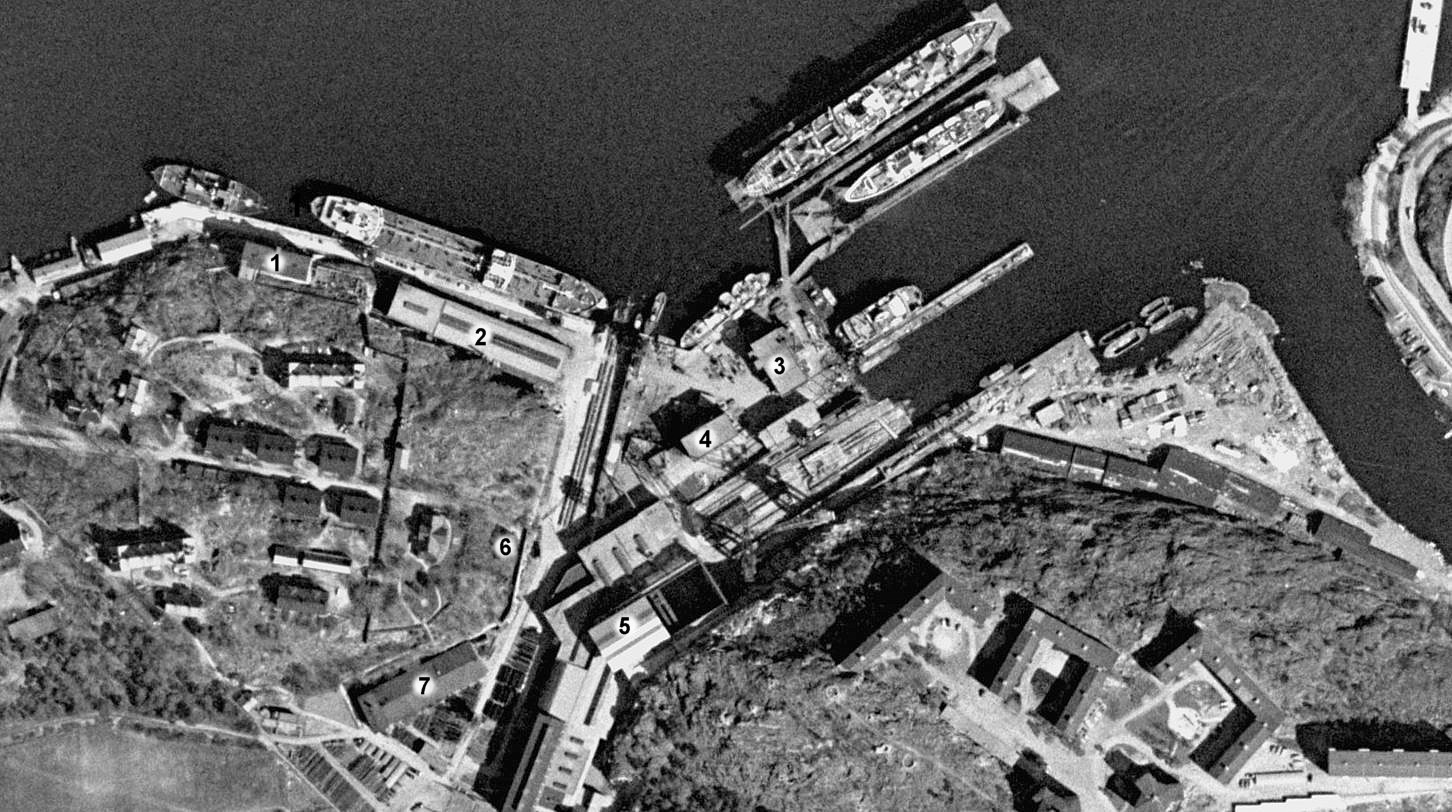
Idag bevarade byggnader (med sin ursprungliga funktion):
1: Varvets affärs- och ritkontor, 2: Ångmaskinverkstaden, 3: Snickeri- och timmermansverkstad, 4: Varvets verkstadskontor, 5: Svets- och verkstadshallen,
6: Gamla chefsbostaden, 7: Varvets marketenteri.

Historiska bilder
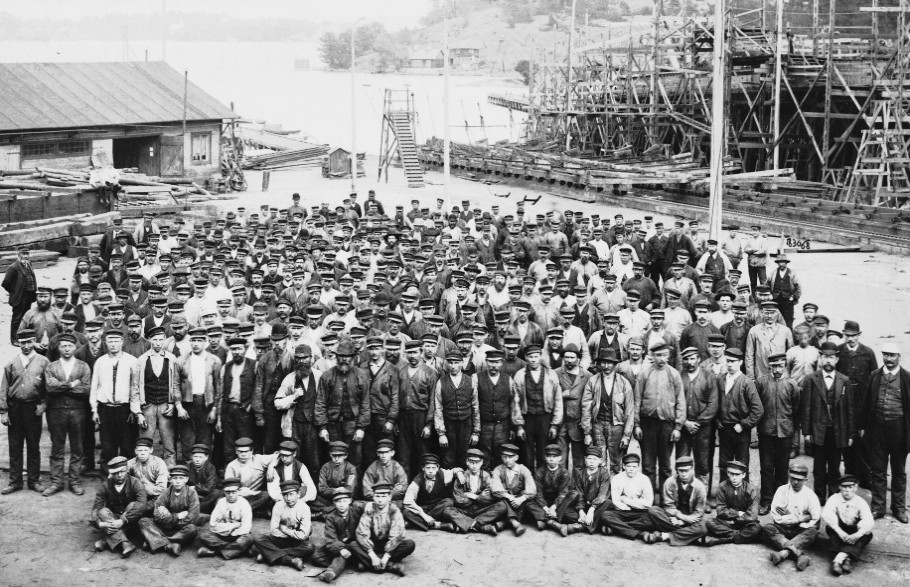
Varvsarbetare på 1890-talet.
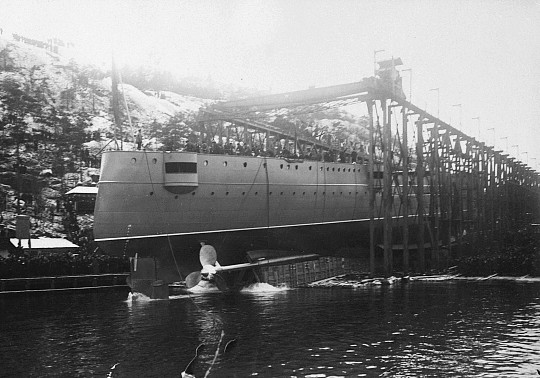
Sjösättning av HMS Fylgia, 1905.
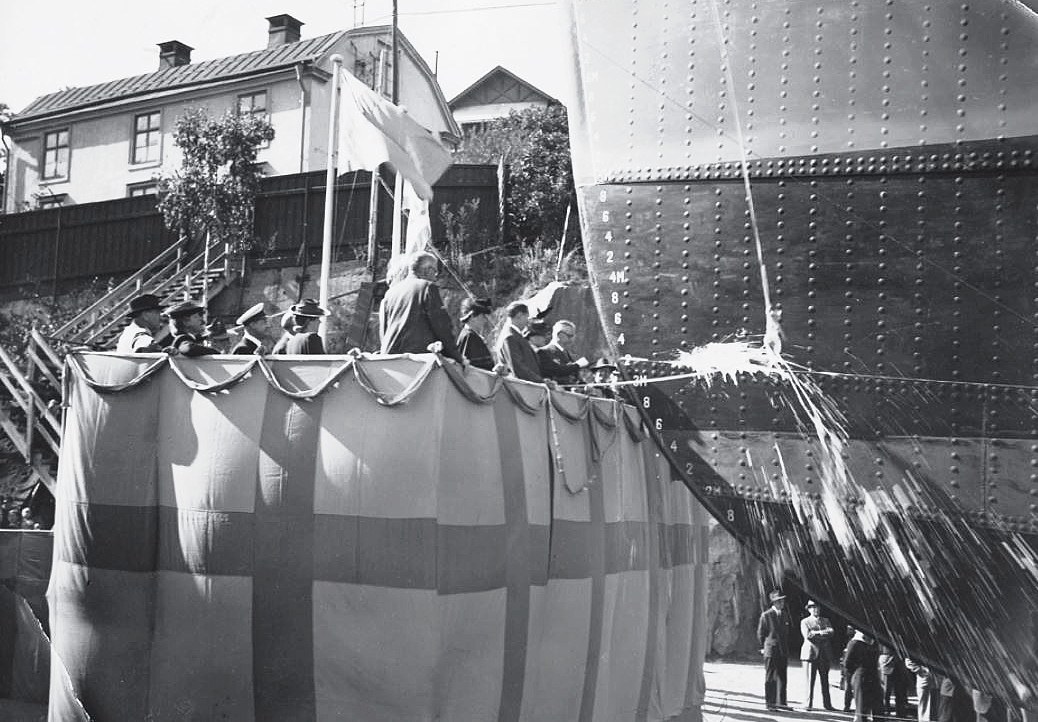
Dopet av M/S Fredrika 1942.
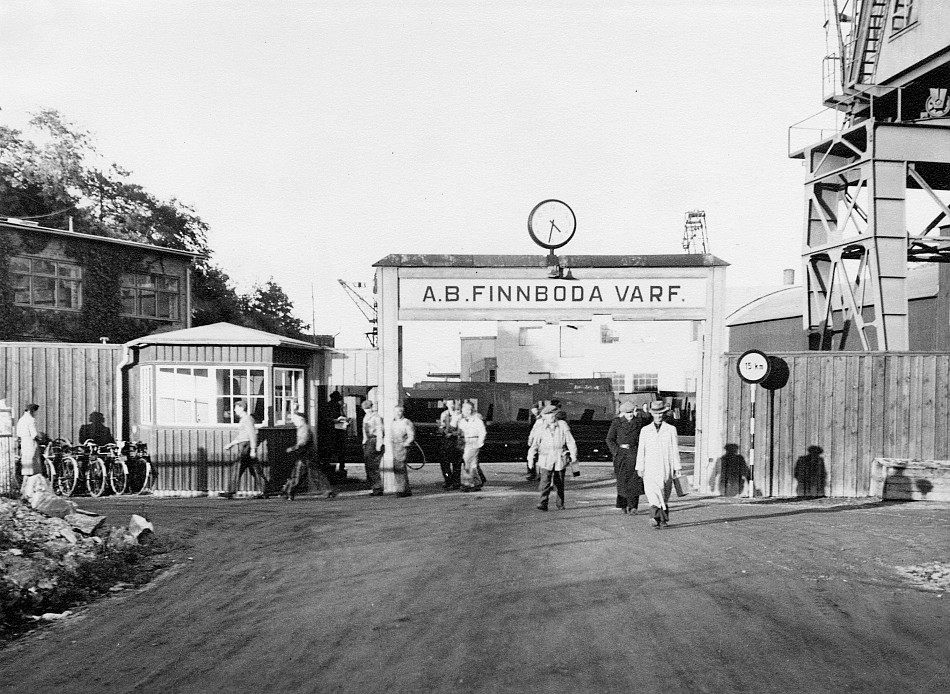
Huvudentrén, 1948.

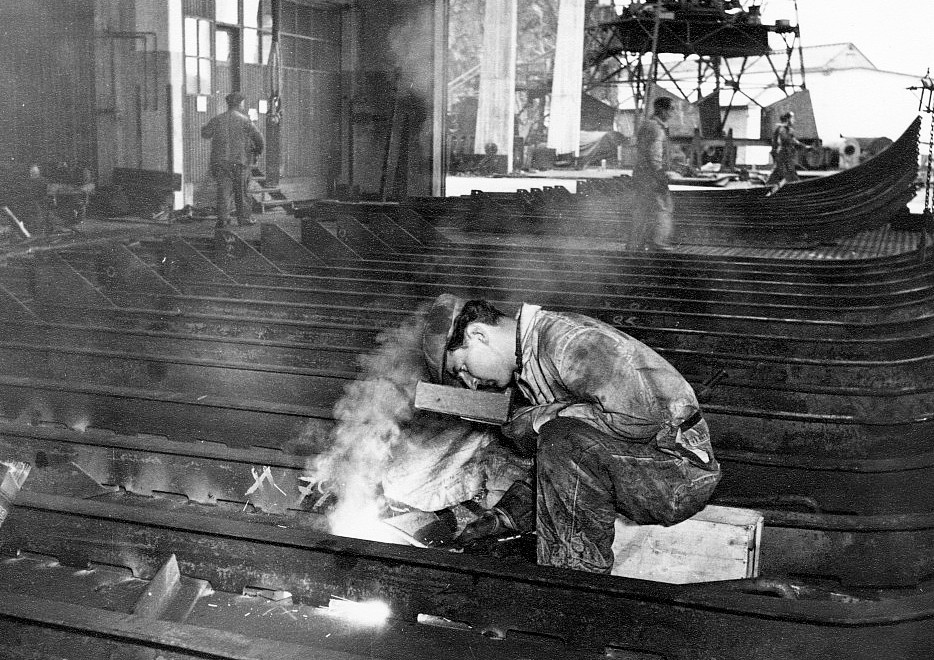
Svetsarbete i bädden, 1948.
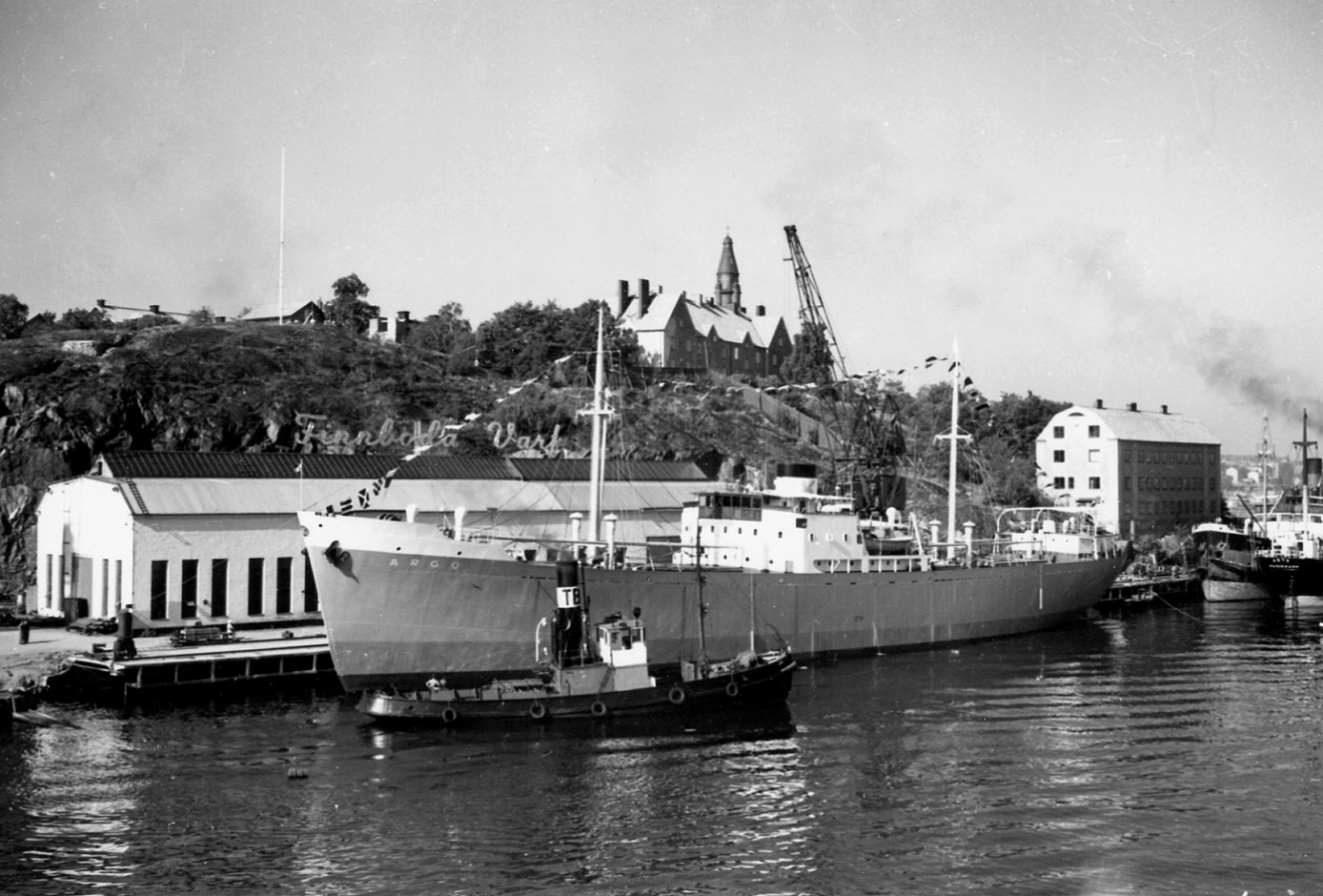
Finnboda ångmaskinverkstad, 1940-tal.
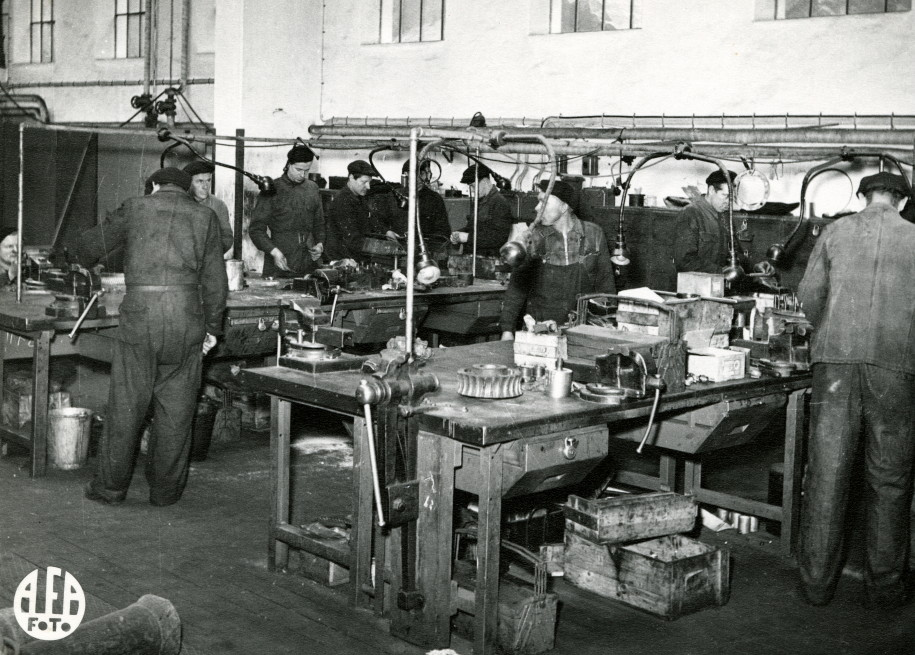
Ångmaskinverkstaden, interiör, 1949.
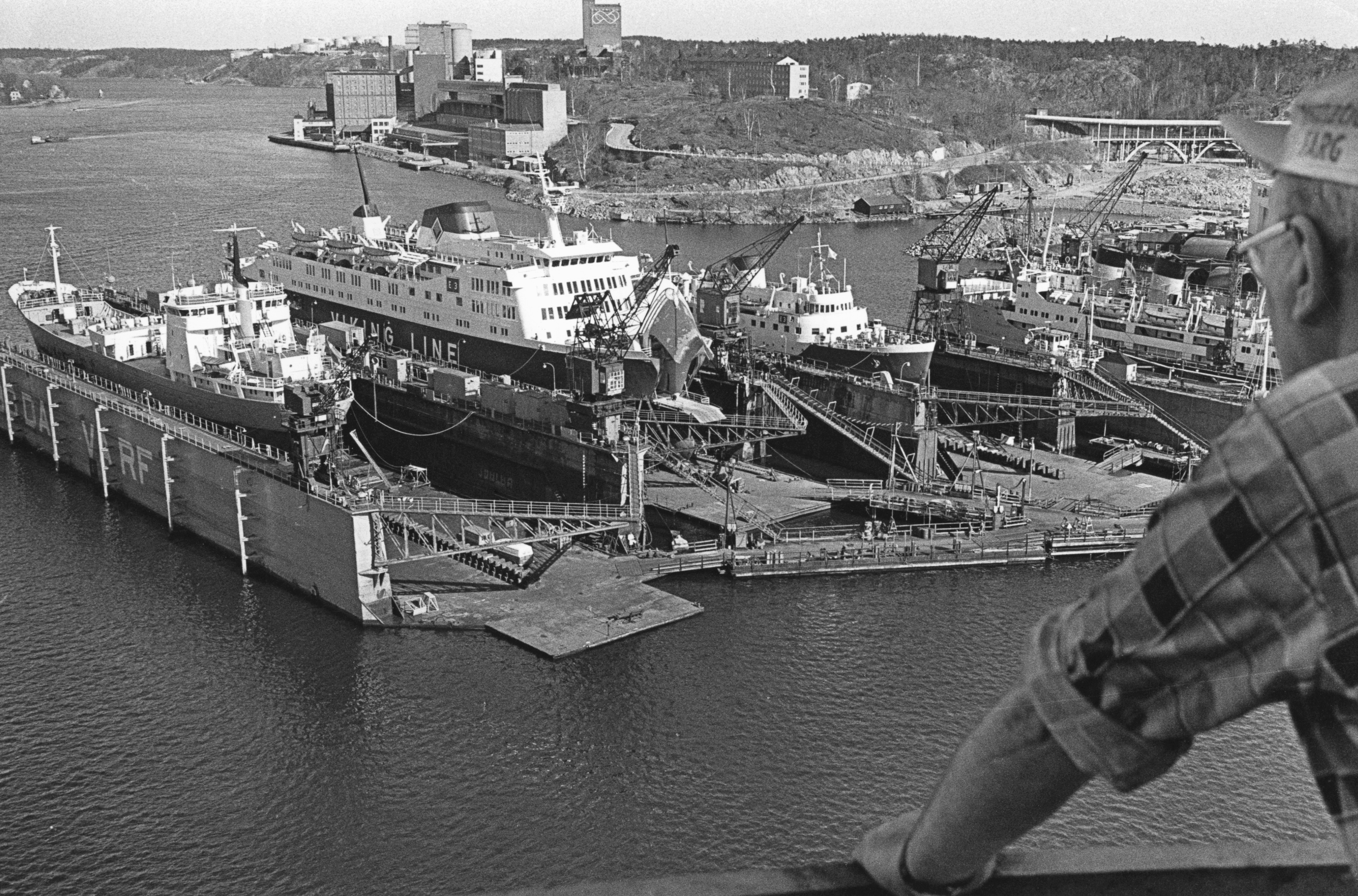
Vy över varvets flytdockor, 1972, med bland andra M/S Apollo.

## Omvandling till bostäder och kontor
År 1997 förvärvade HSB det gamla varvsområdet för att bygga ett nytt kontors- och bostadsområde kallat "Finnboda Hamn" som stod färdig 2018. Till grund för planeringen låg ett tävlingsförslag upprättat av Nyréns Arkitektkontor 1997. De gamla verkstäderna (snickeriet, ångmaskinverkstaden, marketenteriet) moderniserades inhyser idag bostäder, kontor och butiker. 
År 2012 sålde HSB en del av sitt markinnehav till Ikano, som planerar att låta uppföra nya bostäder i Finnboda Hamn. Mot en av Finnbergets bergväggar byggs 130 bostadsrätter "Saltsjö vy" med utsikt över Djurgården. "Finnboda hamn" är även en hållplats för båtbussen "Sjövägen".

Nutida bilder
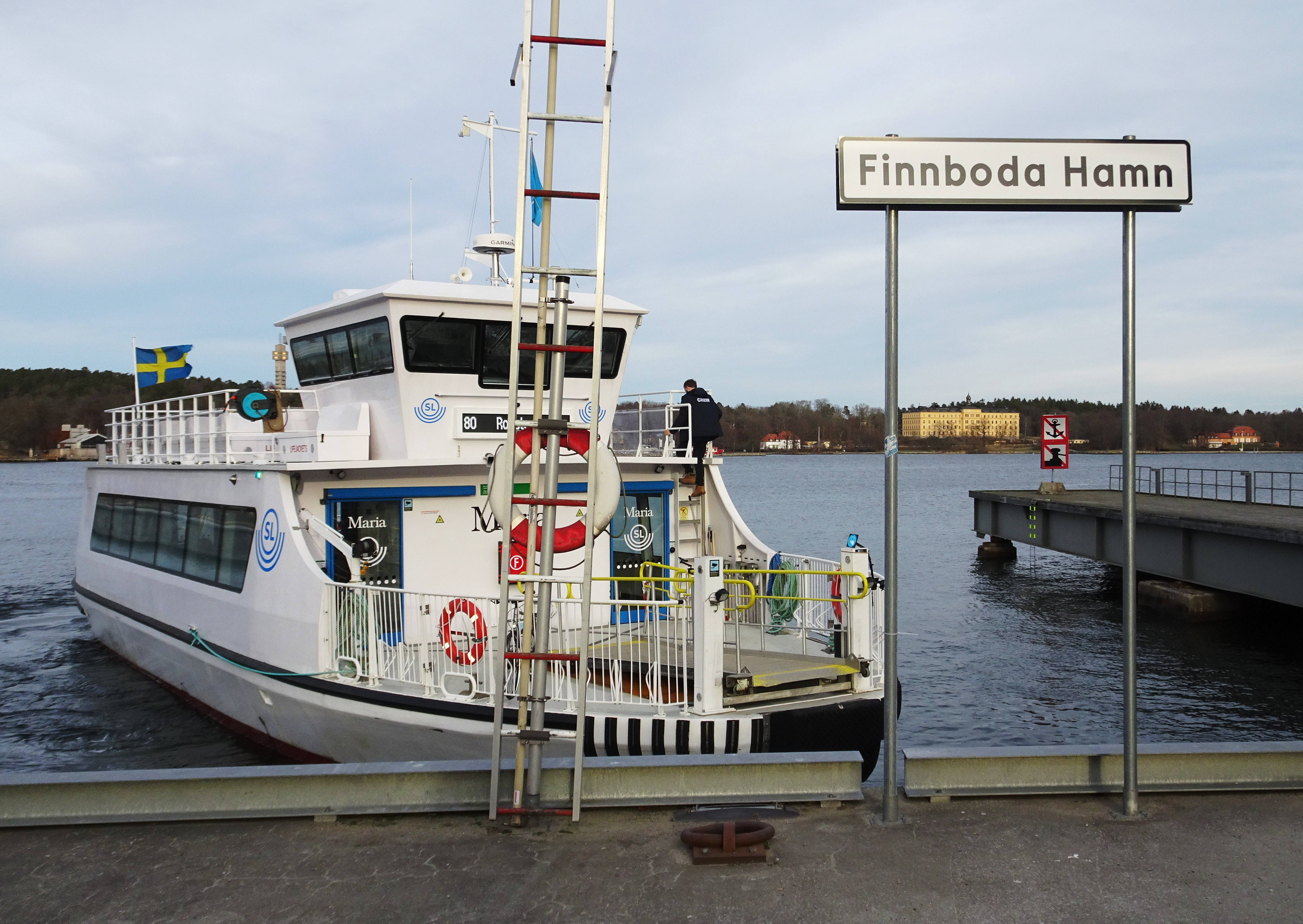
Finnboda Hamn, hållplats för "Sjövägen", 2022.
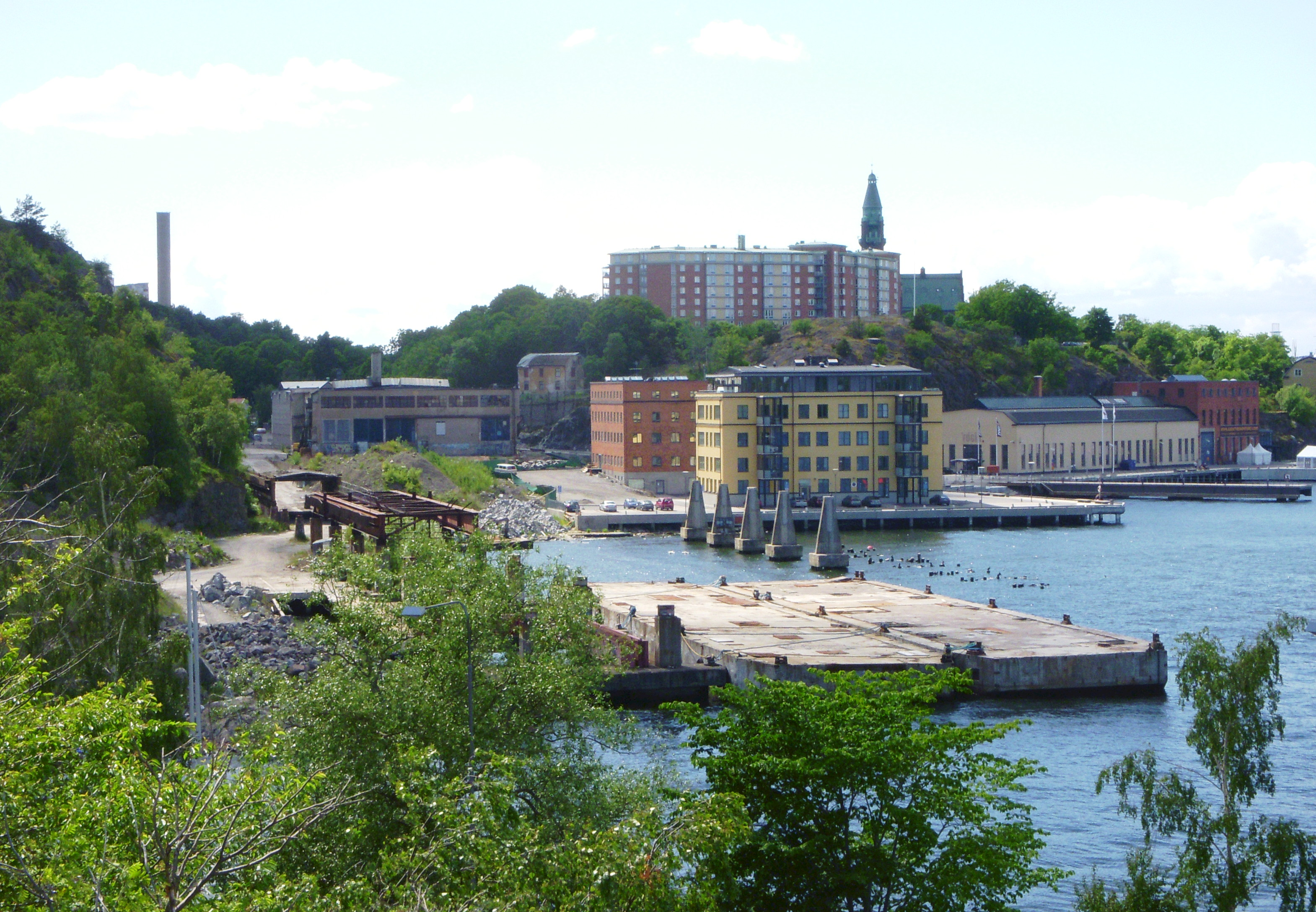
Varvsområdet i juni 2010, vy från Kvarnholmen.
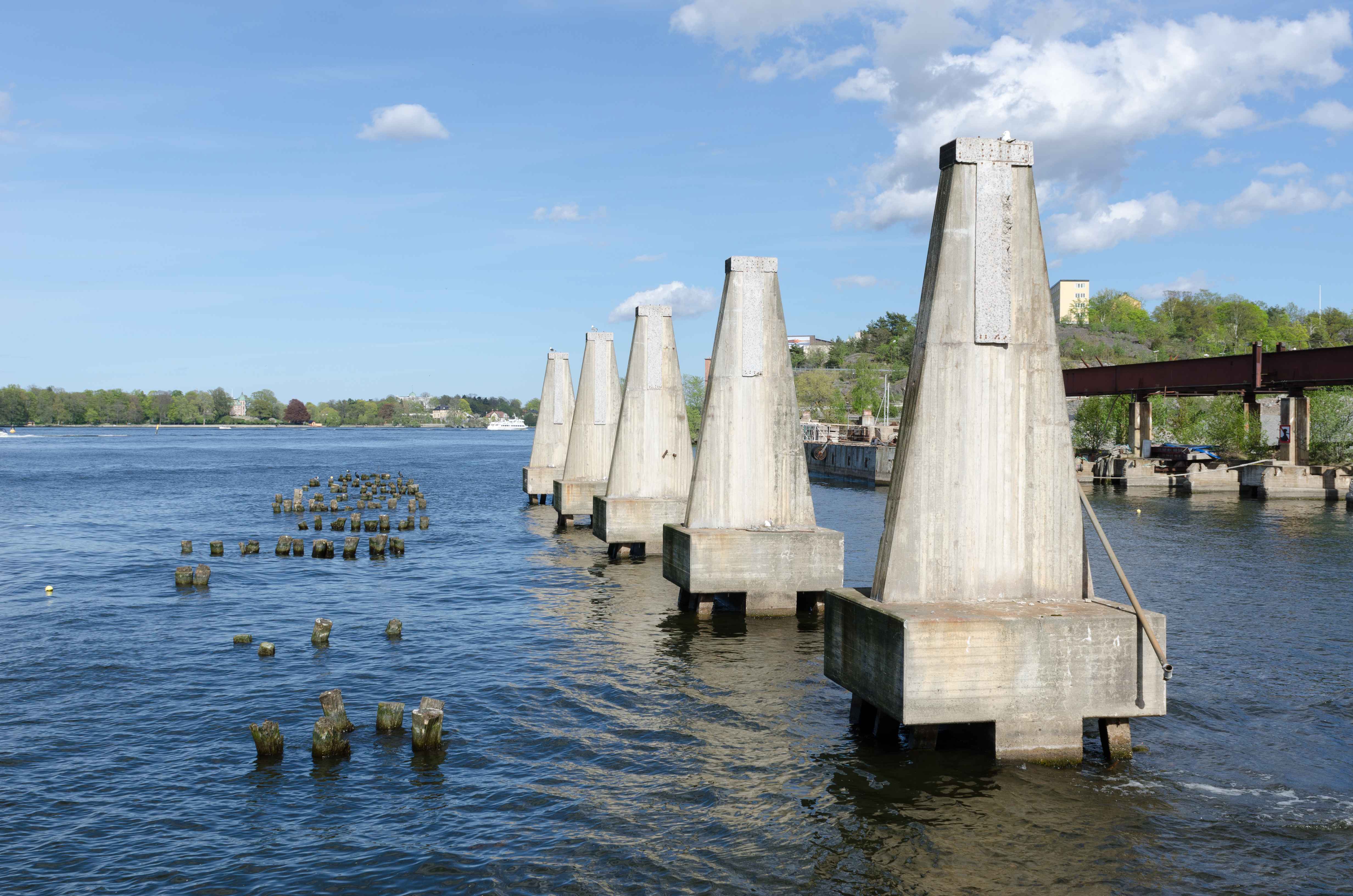
Varvets gamla kajområde i maj 2012.
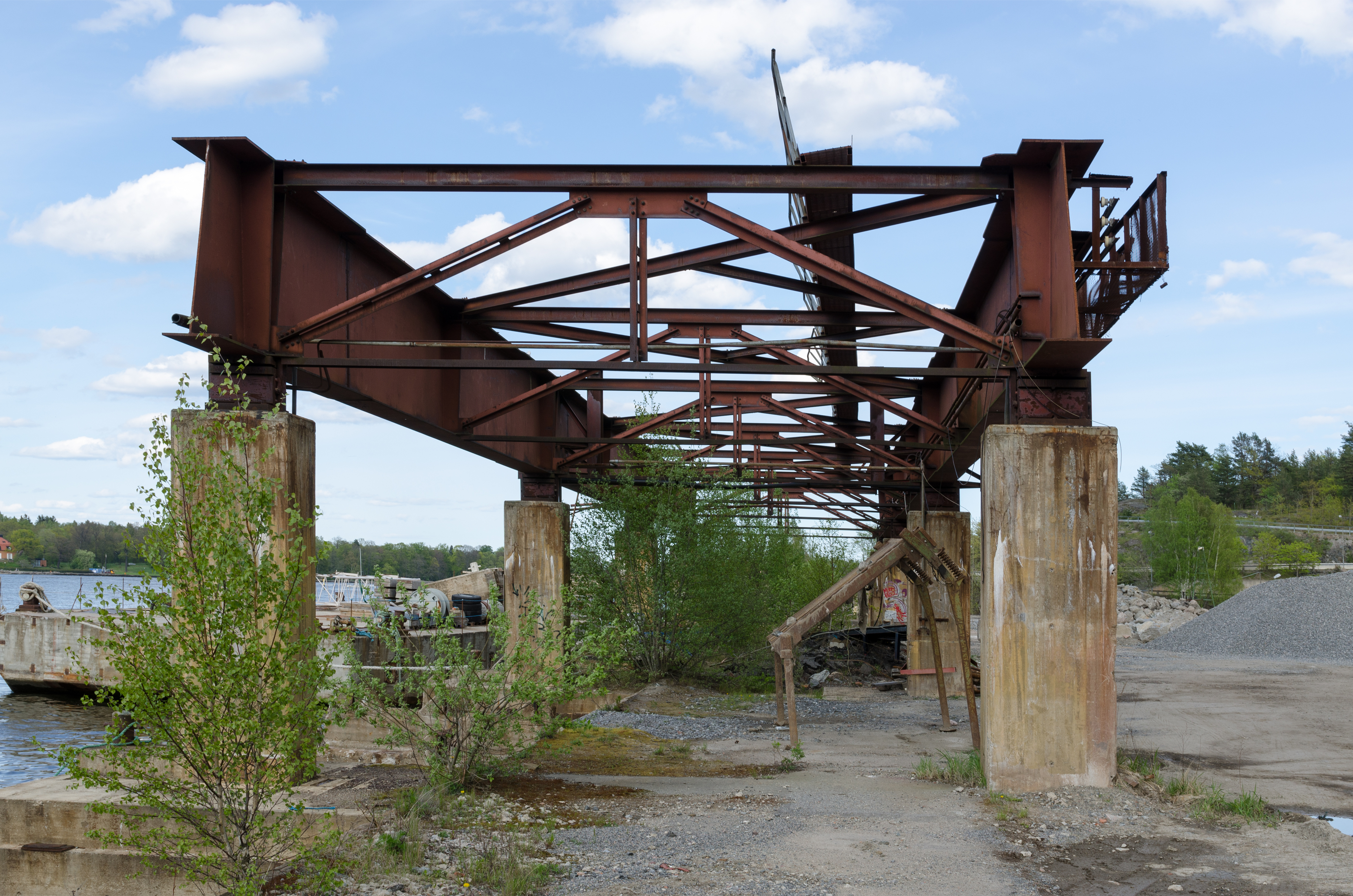
Kranbana efter varvsverksamheten i maj 2012.

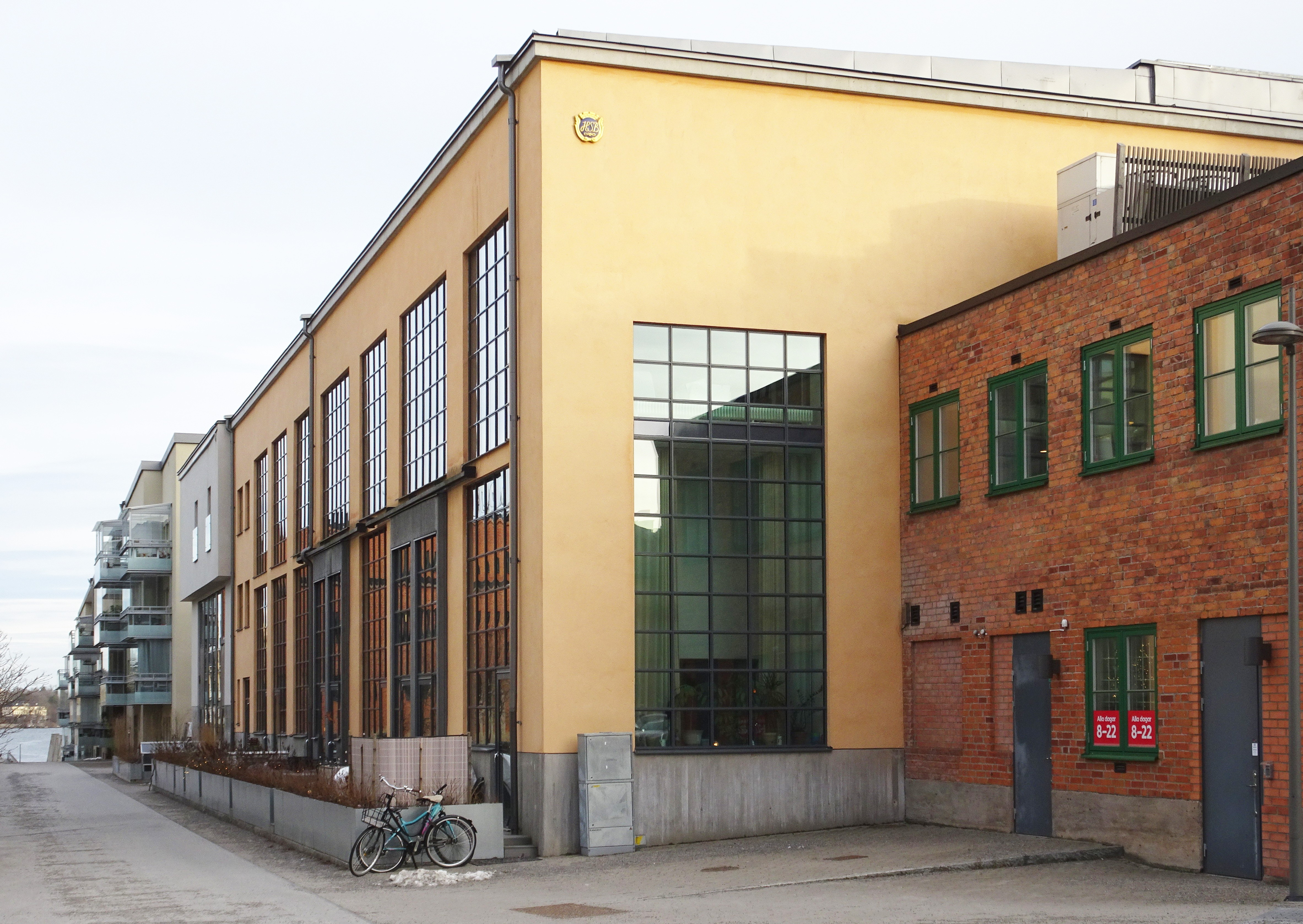
Före detta Finnboda varvs svets- och verkstadshall, 2022.
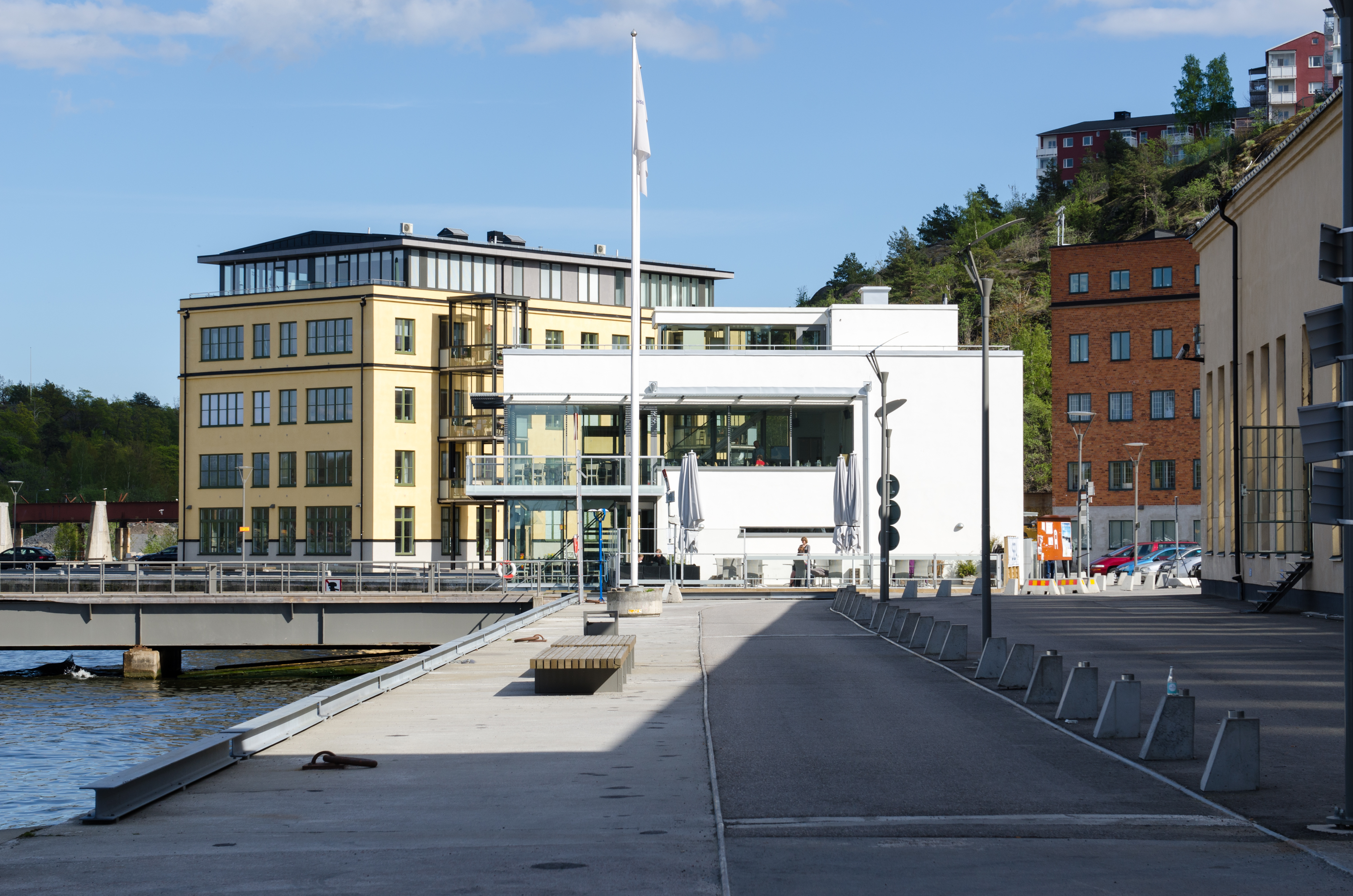
Före detta snickeriverkstaden ombyggd till bostäder, 2012.
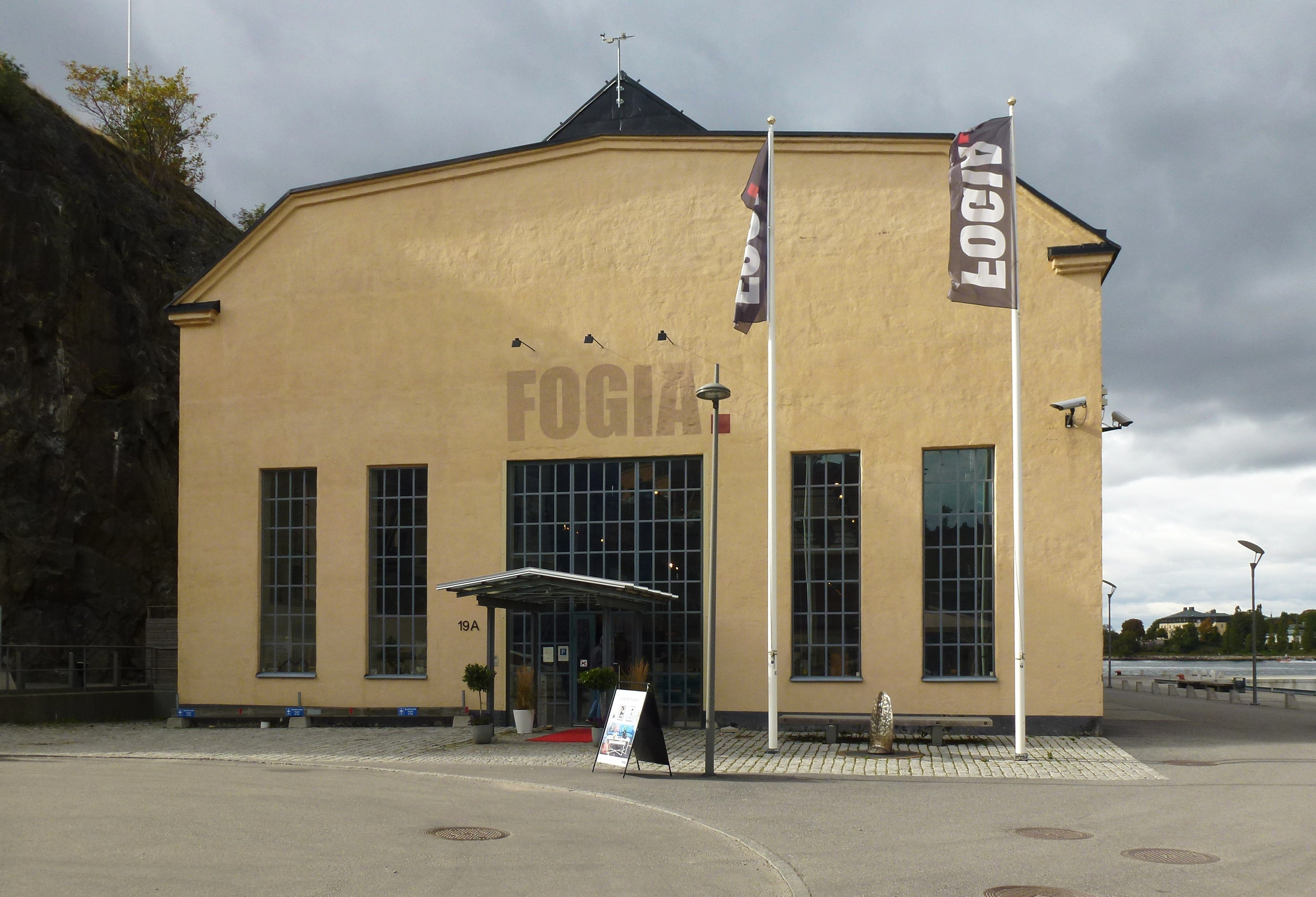
Före detta Finnboda ångmaskinverkstad, 2013.
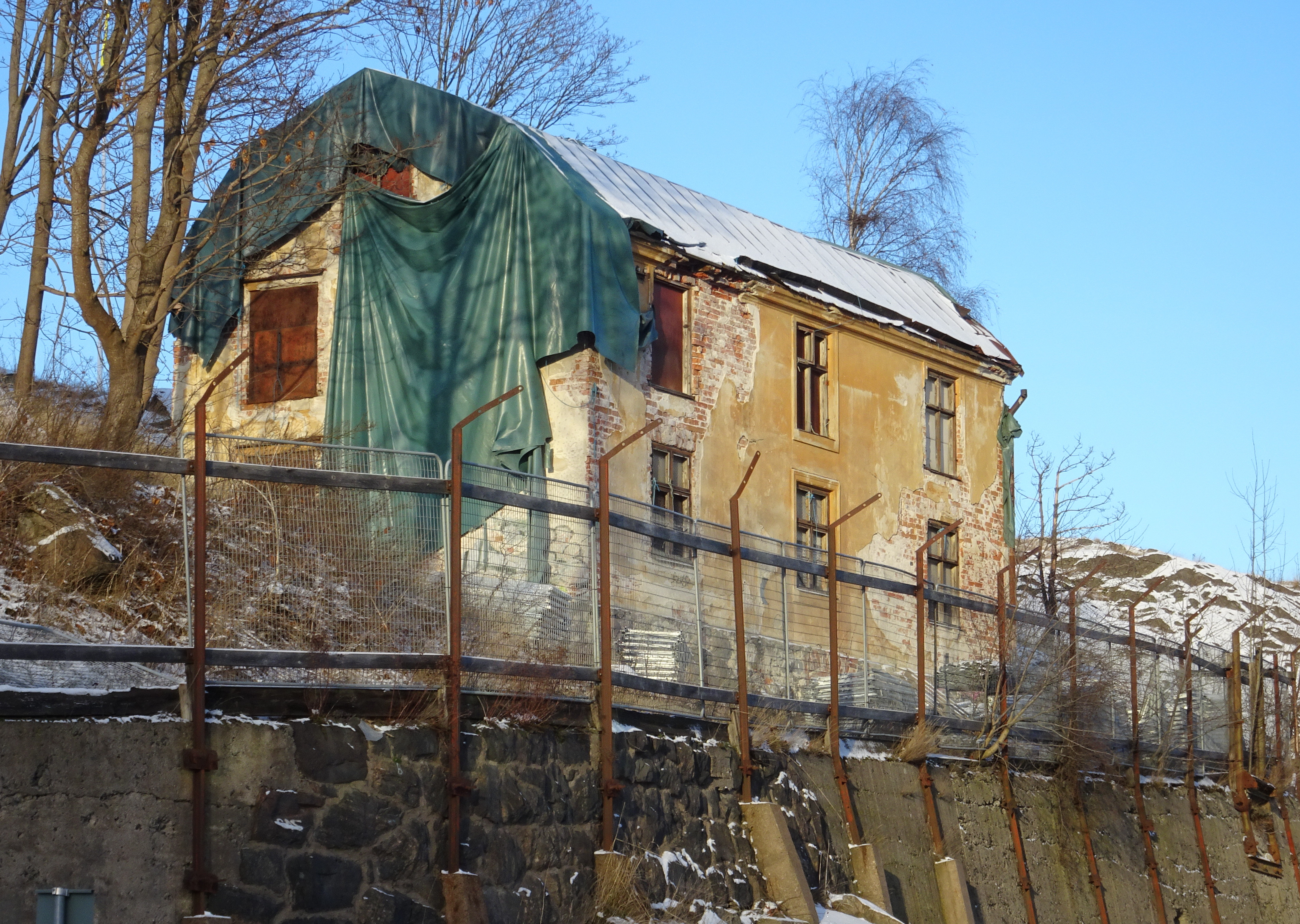
Före detta Beckbrukets chefsbostad, 2022.

## Se även

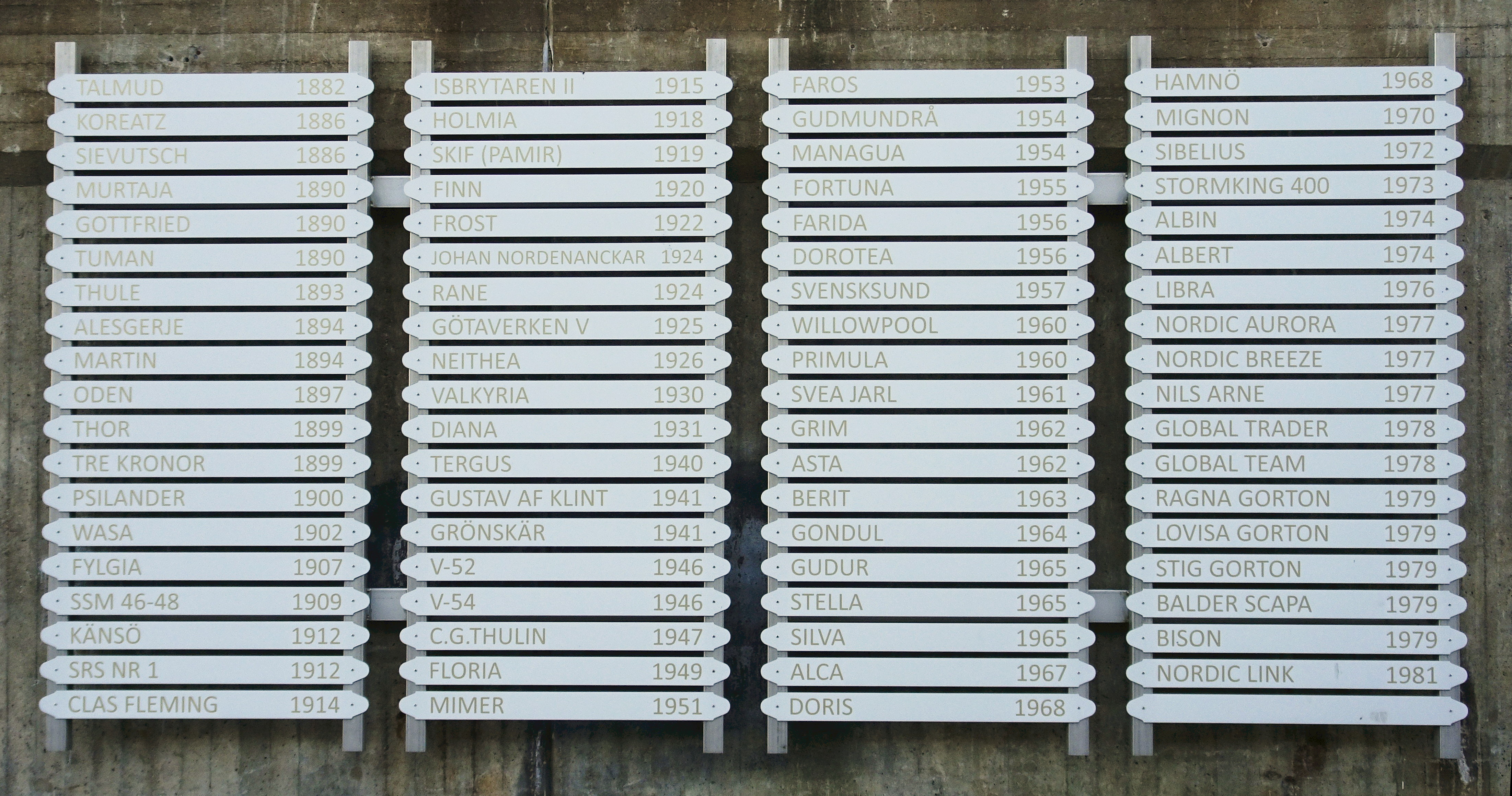
Alla på varvet byggda fartyg (1882-1981).